# Brandi Carlile
Brandi Carlile (Ravensdale, 1 de Junho de 1981) é uma cantora, compositora e musicista norte-americana. A música de Carlile tem sido catalogada de vários gêneros musicais, incluindo pop, rock,  música country, indie e folk.

## Biografia
Brandi Carlile nasceu em 1 de Junho de 1981 em Ravensdale, estado de Washington. Com 8 anos de idade, interpretou uma versão da canção de música country "Tennessee Flat Top Box" com a sua mãe. Brandi começou a tocar guitarra e escrever canções com apenas 15 anos. Com 16 anos começou a interpretar como coro para uma imitação de Elvis Presley. Em 2002, durante uma entrevista, Brandi se assumiu lésbica, e isso nunca interferiu em sua carreira

### Carreira musical
Antes de assinar com uma gravadora maior, Brandi Carlile cantou com dois irmãos gêmeos Tim e Phil Hanseroth para editoras de Seattle como The Crocodile, Tractor Tavern e Queen's Paragon. Brandi  começou a atrair as atenções da indústria musical depois de Dave Matthews ter ouvido a interpretação da sua banda em 2003 no Sasquatch! Music Festival.
A Columbia Records assinou um contrato com Brandi Carlile nos final do ano de 2004. O seu primeiro álbum com a Columbia chamou-se Brandi Carlile que incluiu algumas das suas canções mais famosas, sendo regravadas. Depois do lançamento de  Brandi Carlile, Brandi fez uma turnê com os irmãos Hanseroth durante quase dois anos, onde eles trabalharam em canções que vieram a fazer parte do álbum "The Story.
O seu segundo álbum pela Sony Music, The Story, foi lançado em abril de 2007.The Story foi produzido  por T. Bone Burnett e inclui uma colaboração com as Indigo Girls na canção  "Cannonball".  O álbum foi gravado numa sessão de 11 dias, com Brandi Carlile, os irmãos gêmeos Hanseroth, o violoncelista Josh Neumann e o baterista Matt Chamberlain para capturar o som das suas interpretações ao vivo.
Quatro canções de Brandi Carlile foram incluídas no soundtrack na série Grey's Anatomy, da ABC:  "Tragedy," "What Can I Say," "Throw It All Away" e "Turpentine". Em abril de 2007, a série Grey's Anatomy estreou uma versão do vídeo para o single The Story. Em 2011, a atriz de Grey's Sara Ramirez gravou uma versão para a série.
Em novembro de 2007, Brandi Carlile visitou a Inglaterra durante o seu primeiro concerto no Reino Unido no  Borderline em Londres. Em Portugal, a artista começou a ser famosa, depois que a canção The Story foi veiculada num anúncio publicitário da cerveja Super Bock. A canção atingiu a posição 1 no top de downloads e passou a ser transmitida nas diversas rádios nacionais. Brandi Carlile considera que fez um dos melhores concertos da sua vida, quando atuou para mais de 20 mil pessoas, no festival Sudoeste em agosto de 2008.
Em 2009, Brandi gravou Give Up The Ghost, no estilo Folk, com faixas de alta qualidade, incluindo uma que se destaca entre elas Dreams com o uso maior da voz, para quem não gosta de Folk, esta se destaca com um estilo pop rock. Além de Phil Hanseroth, Tim Hanseroth e Josh Neumann, a baterista Allison Miller também compõe a banda de Brandi Carlile atualmente.
Em 2010, a música "Before It Breaks" foi inserido no soundtrack da série da USA Network Covert Affairs. Em 2012, a canção "Have You Ever" foi executada na série Suburgatory, da ABC.

## Atividades de caridade
Brandi trabalhou para a Reverb, uma organização ambiental sem fins lucrativos durante o ano de 2007.  Também participou com Ben Taylor no Eden Presents… Alive In The World concert, um concerto para ajudar a Eden Florida, uma organização que trata de crianças e adultos autistas.

## Discografia

### Álbuns de Estúdio
| Ano                                      | Detalhes do álbum                                                  | Melhores Posições | Melhores Posições | Melhores Posições | Melhores Posições | Melhores Posições | Vendas        |
| Ano                                      | Detalhes do álbum                                                  | US                | US Folk           | US Rock           | CAN               | SUI               | Vendas        |
| ---------------------------------------- | ------------------------------------------------------------------ | ----------------- | ----------------- | ----------------- | ----------------- | ----------------- | ------------- |
| 2005                                     | Brandi Carlile - Gravadora: RED Ink Records / Columbia             | 80                | 1                 | 18                | —                 | —                 |               |
| 2007                                     | The Story - Gravadora: Columbia                                    | 41                | —                 | 10                | —                 | 18                | - US̩$ 500 000 |
| 2009                                     | Give Up the Ghost - Gravadora: Columbia                            | 26                | 5                 | 9                 | —                 | 33                |               |
| 2012                                     | Bear Creek - Label: Columbia                                       | 10                | 1                 | 3                 | —                 | 39                | - US$ 137 000 |
| 2015                                     | The Firewatcher's Daughter - Gravadora: ATO Records                | 9                 | 1                 | 1                 | 17                | 50                | - US$ 128 000 |
| 2018                                     | By the Way, I Forgive You - Gravadora: Low Country Sound / Elektra | 5                 | 1                 | 1                 | 27                | 13                | - US$ 143 000 |
| 2021                                     | In These Silent Days - Gravadora: Low Country Sound / Elektra      | 11                | 1                 | 1                 | 43                | 12                | - US$ 74 000  |
| "—" denota lançamentos que não traçaram. |                                                                    |                   |                   |                   |                   |                   |               |

### Álbuns Ao Vivo
| Ano                                      | Detalhes do álbum                                                     | Melhores Posições | Melhores Posições | Melhores Posições | Vendas |
| Ano                                      | Detalhes do álbum                                                     | US                | US Folk           | US Rock           | Vendas |
| ---------------------------------------- | --------------------------------------------------------------------- | ----------------- | ----------------- | ----------------- | ------ |
| 2011                                     | Live at Benaroya Hall with the Seattle Symphony - Gravadora: Columbia | 63                | 5                 | 14                |        |
| "—" denota lançamentos que não traçaram. |                                                                       |                   |                   |                   |        |

### Compilações
| Ano                                      | Detalhes do álbum                            | Melhores Posições | Melhores Posições | Melhores Posições | Vendas       |
| Ano                                      | Detalhes do álbum                            | US                | US Folk           | US Rock           | Vendas       |
| ---------------------------------------- | -------------------------------------------- | ----------------- | ----------------- | ----------------- | ------------ |
| 2017                                     | Cover Stories - Gravadora: Legacy Recordings | 30                | —                 | —                 | - US$ 41 000 |
| "—" denota lançamentos que não traçaram. |                                              |                   |                   |                   |              |

### EP e demo
- Room For Me (2000)
- Open Doors (2002)
- We're Growing Up (2003)
- Acoustic (2004)
- Live from Neumo's (2005)
- Live at Easy Street Records (2007)
- Rhapsody Originals EP (2007)
- Ghost Demos (2009) – edição de EP limitada, distribuída com as 2000 primeiras pré-vendas de Give Up the Ghost[5]
- XOBC (2010)
- Bear Creek (2012)

### Singles
| Ano       | Single      | Top de vendas | Top de vendas | Top de vendas | Top de vendas | Top de vendas | Álbum     |
| Ano       | Single      | US Hot 100    | US Pop 100    | Austrália     | Noruega       | Portugal      | Álbum     |
| --------- | ----------- | ------------- | ------------- | ------------- | ------------- | ------------- | --------- |
| 2007/2008 | "The Story" | 75            | 92            | 44            | 4             | 1             | The Story |

### Collaborations
- 2008: Already Home (featuring Ha*Ash)
- 2009: My repair (featuring The Noises 10)
- 2013: Making believe (featuring Willie Nelson)
- 2016: The Nevernding story (featuring Shooter Jennings)
- 2016: Angel from Montgomery (featuring Buddy Miller)
- 2017: Cleanup Hitter (featuring Shovels & Rope)
- 2017: Good With God (featuring Old 97's)
- 2018: Party of one (featuring Sam Smith)
- 2018: Travelin' Light (featuring Dierks Bentley)
- 2019: Common (featuring Maren Morris)
- 2019: Down to you (featuring Joni 75)

## Prêmios e Indicações
| Ano  | Álbum             | Organização               | Premiação                | Resultado |
| ---- | ----------------- | ------------------------- | ------------------------ | --------- |
| 2010 | Give Up The Ghost | 21st GLAAD Media Awards   | Outstanding Music Artist | Indicado  |
| 2010 | Give Up The Ghost | City of Music Awards 2010 | Breakthrough Award       | Venceu    |